# Kano van Pesse
De kano van Pesse (ook wel boot van Pesse) is voor zover bekend de oudste ontdekte boot ter wereld. C14-datering heeft aangetoond dat deze boomstamkano dateert tussen 8200 en 7600 v.Chr.

## Kenmerken
De afmetingen van deze kano bedragen 298 cm × 44 cm. Het hout van de boot is van een grove den. Met behulp van een vuurstenen of hertshoornen bijl is de boom omgehakt en de boomstam uitgehold. De kano is zo lang bewaard gebleven omdat hij was weggezakt in een rivierbedding in een venige bodem.

## Geschiedenis

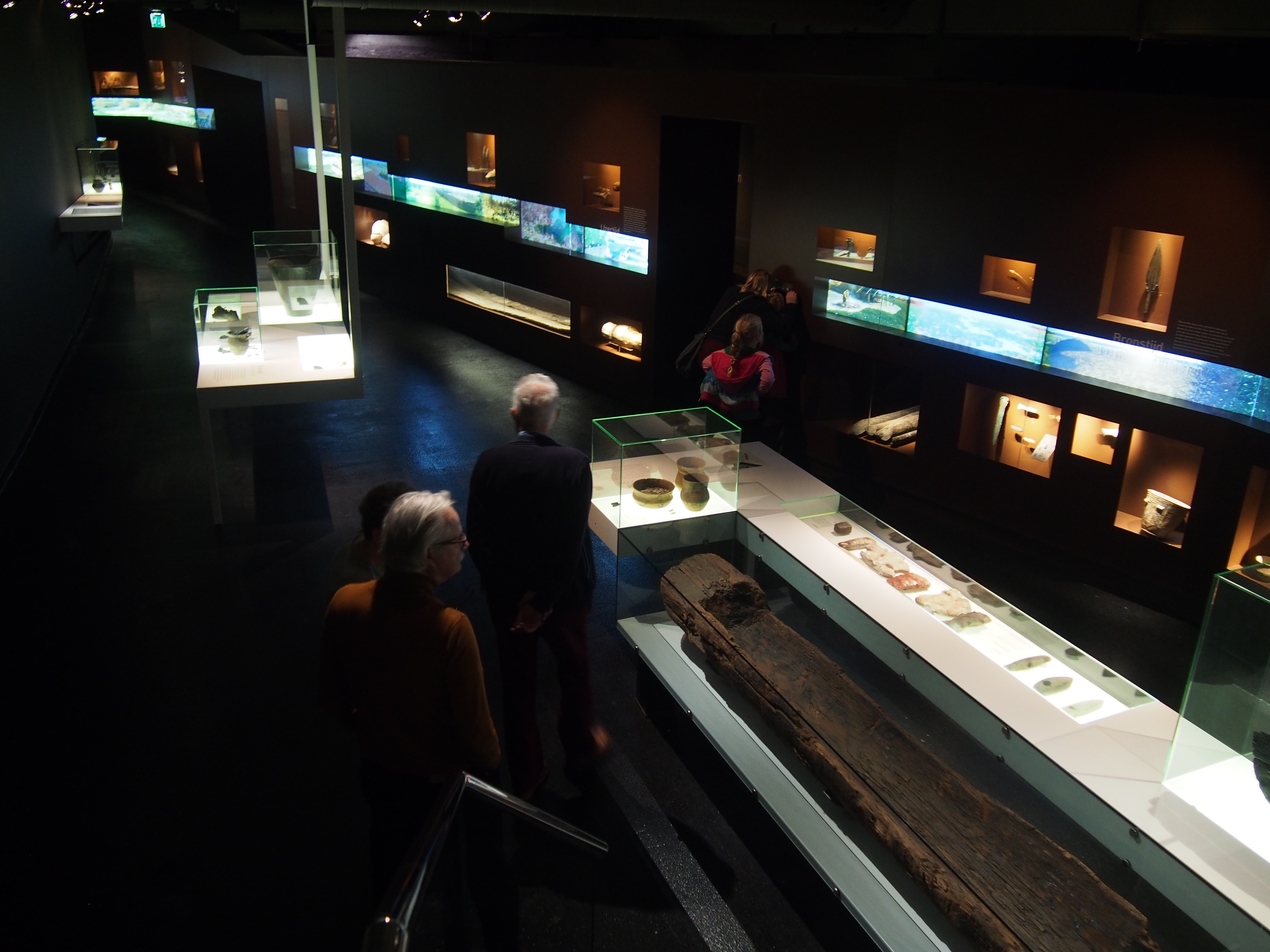
Drents Museum, 2019.

Bij het uitgraven van het Blikkenveen, een met veen opgevulde kom in het tracé van de A28 aan de zuidkant van het dorp Pesse, iets ten noorden van Hoogeveen, werd in 1955 de kleine boomstamkano gevonden. Als officiële vinder van de boot staat Hendrik Wanders bekend.
Na kritische opmerkingen van een Deense kenner omtrent de "zeewaardigheid" van de boot en een artikel in het Dagblad van het Noorden waarin door een amateurarcheoloog werd gesuggereerd dat het niet om een boot, maar om een varkenstrog of zelfs bloembak uit de bronstijd of ijzertijd ging, is in 2001 een replica gebouwd, die uitstekend bleek te kunnen varen. De test met de replica-boot vond plaats in Assen bij het vennetje Witteveen. De boot is gedoopt door twee kleindochters van Wanders. Deze replica ligt in het museum van Hoogeveen, gevestigd in de bibliotheek.
De kano van Pesse is te bezichtigen in het Drents Museum in Assen.